# Eckstein-Kovács Péter
Eckstein-Kovács Péter (Kolozsvár, 1956. július 5. –) romániai magyar jogász, a Romániai Magyar Demokrata Szövetség (RMDSZ) politikusa, volt kisebbségügyi miniszter.

## Életpályája
A kolozsvári 11-es számú líceumban érettségizett, 1975-ben, ezt követően 1980-ban szerzett diplomát a Babeș–Bolyai Tudományegyetem jogtudományi karán. 1981-ig jogtanácsosként, majd 1987-ig ügyvédként dolgozott Csíkszeredában, majd visszatért Kolozsvárra, ahol ügyvédként dolgozott.
1990 óta van jelen a romániai politikában. 1990-től  1992-ig az RMDSZ Kolozs megyei parlamenti képviselője volt, majd  1992-től 1996-ig kolozsvári önkormányzati tanácsos.
1996-tól 12 éven át Kolozs megyei szenátor volt.  A szenátus jogi, fegyelmi, mentelmi és igazoló, illetve az európai ügyek bizottságának tagja, több éven keresztül az előbbi elnöki feladatait is ellátta. Több törvénytervezet szerzője és társszerzője. 1994-től az RMDSZ Szabadelvű Kör nevű platformjának alapító tagja és elnöke, ezen kívül számos civil szervezet alapításában vett részt.
1999 és 2000 között kisebbségügyi miniszterként dolgozott Mugur Isărescu kormányában. Az ő kezdeményezésére fogadták el a diszkrimináció minden formáját tiltó törvényt, valamint a kolozsvári Kisebbségkutató Intézet létrehozásáról szóló jogszabályt. A restitúciós törvény hiányában, több, a kommunista rendszerben elkobzott egyházi és közösségi ingatlan visszaszolgáltatását segítette elő (pl. a kolozsvári Református Kollégium). Segítette az Országos Feddhetetlenségi Ügynökség (ANI), az Országos Korrupcióellenes Hatóság (DNA) és a Securitate Irattárát Vizsgáló Országos Bizottság (CNSAS) működésének hatékonyabbá tételét. Kezdeményezte a ciántechnológiák használatát (tiltását) szabályozó törvénytervezetet. Segédkezett az elutasított Európai Alkotmány kidolgozásában is. Ennek során több javaslatot terjesztett elő arra vonatkozóan, hogy az európai jogrendben szerepeljen a hagyományos nemzeti kisebbségek, illetve azok nyelvének védelme.
A 2008 november végi romániai parlamenti választásokon nem jutott szenátori mandátumhoz. 2009 januárjában Traian Băsescu román államfő egy új, miniszteri rangú, kisebbségügyi államelnöki tanácsadói posztot hozott létre, melyre, az államelnöki mandátum lejártáig őt nevezte ki.
2010. novemmber 22-én bejelentette, hogy indul az RMDSZ Markó Béla visszavonulásával megüresedő szövetségi elnöki posztjáért. Ellenfele Kelemen Hunor és Olosz Gergely volt. A döntéshozó 10. kongresszusra 2011. február 26–27-én került sor Nagyváradon, ahol Eckstein-Kovács Péter alulmaradt Kelemen Hunorral szemben.
2011. szeptember 1-jén lemondott az elnöki tanácsadói posztjáról, mivel az államfő támogatta a Verespatakra tervezett aranybánya engedélyezését; Eckstein-Kovács Péter viszont több éve a bányászati ciántechnológiák betiltásáért emel szót, és egyik kezdeményezője a betiltást célzó törvénytervezetnek.
2012-ben Kolozsvár RMDSZ-es polgármesterjelöltje volt.
A 2018. június 23-i tüntetésen Kolozsvár főterén bejelentette, hogy kilép az RMDSZ-ből, mivel szerinte az összejátszik a PSD-vel a jogállam megcsonkításában.

## Családi háttere
Felesége Könczei Csilla, két gyermeke van.